# Тамијами (Флорида)
Тамијами (енгл. Tamiami) насељено је место без административног статуса у америчкој савезној држави Флорида.

## Демографија
По попису из 2010. године број становника је 55.271, што је 483 (0,9%) становника више него 2000. године.
| Група             | 2000.          | 2010.          |
| Белци             | 6.445 (11,8%)  | 3.418 (6,2%)   |
| Афроамериканци    | 486 (0,9%)     | 745 (1,3%)     |
| Азијати           | 324 (0,6%)     | 386 (0,7%)     |
| Хиспаноамериканци | 47.654 (87,0%) | 51.217 (92,7%) |
| Укупно            | 54.788         | 55.271         |